# Sarāb-e Dowreh
Sarāb-e Dowreh (persiska: سراب دوره, Sarāb Doreh, Sarāb Dowreh) är en kommunhuvudort i Iran.   Den ligger i provinsen Lorestan, i den västra delen av landet, 400 km sydväst om huvudstaden Teheran. Sarāb-e Dowreh ligger 1 114 meter över havet och antalet invånare är 1 312.
Terrängen runt Sarāb-e Dowreh är varierad.Runt Sarāb-e Dowreh är det ganska tätbefolkat, med 72 invånare per kvadratkilometer. Närmaste större samhälle är Vasīān, 8,5 km söder om Sarāb-e Dowreh. Omgivningarna runt Sarāb-e Dowreh är i huvudsak ett öppet busklandskap.